# COTRAL
Die COTRAL S.p.A. (auch Cotral und CoTraL geschrieben; Compagnia Trasporti Laziali, deutsch: „Verkehrsgesellschaft Latium“) ist ein italienisches Regionalbusunternehmen mit Sitz in Rom. Es bedient die Region Latium und einige Gemeinden in den angrenzenden Regionen. Das Tochterunternehmen ATRAL (Azienda Trasporti Autolinee Laziali) ist auf Busverbindungen zum Flughafen Rom-Ciampino und in der Stadt Latina spezialisiert, ein weiteres Tochterunternehmen namens STL (Società Trasporti Laziali) übernimmt kurze Linienverbindungen in den Castelli Romani.
COTRAL ist eine Aktiengesellschaft, die zu 100 Prozent der Region Latium gehört. Mit rund 3.200 Mitarbeitern und knapp 1.600 Omnibussen ist es das größte Regionalbusunternehmen Latiums und Italiens. Den öffentlichen Personennahverkehr im Ballungsraum Rom betreibt im Wesentlichen das städtische Verkehrsunternehmen ATAC.

## Geschichte

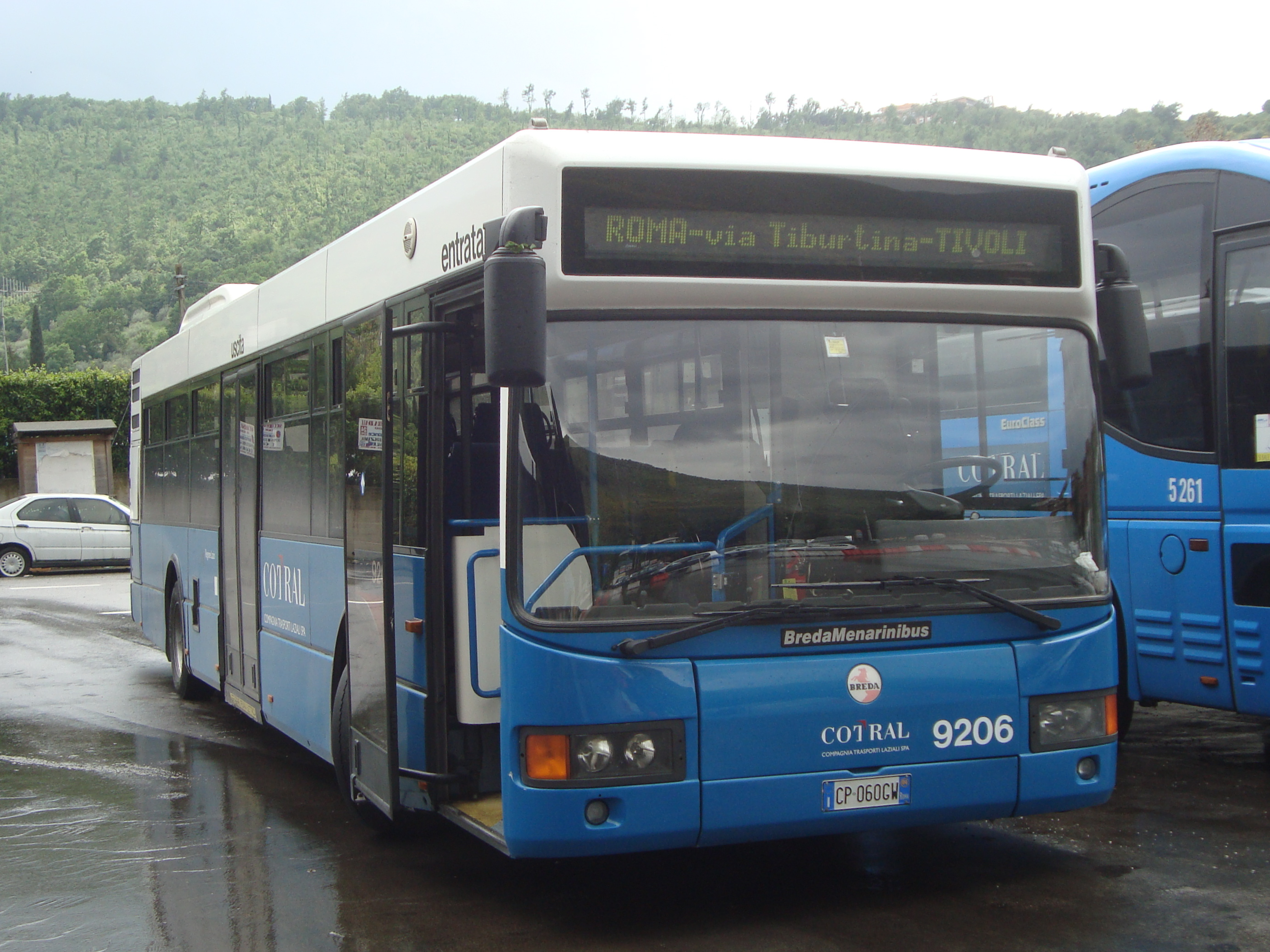
COTRAL-Bus

1899 wurde in Rom die private Società delle Tranvie e Ferrovie Elettriche di Roma („Elektrische Tram- und Eisenbahngesellschaft Rom“), kurz STFER, gegründet. Wegen verschiedener Probleme bei der bereits bestehenden Società Romana Tramways Omnibus sollte sie den Straßenbahnbetrieb zwischen Rom und den Castelli Romani übernehmen, was jedoch erst 1906 geschah. 1928 wurde die Gesellschaft verstaatlicht. 1941 übernahm die STFER die 1924 eröffnete Vorortbahnstrecke Rom–Ostia Lido und die 1917 eröffnete Vorortbahn Rom–San Cesareo. Bei dieser Gelegenheit wurde die Gesellschaft unter dem Namen STEFER neugegründet.
Nach dem Zweiten Weltkrieg ging die STEFER an die Stadt Rom. Ab 1954 betrieb sie die erste Linie der U-Bahn Rom, 1969 kaufte sie die Bahnstrecke Roma Flaminio–Viterbo. 1976 ging aus der STEFER und anderen Regionalverkehrsunternehmen Latiums die Azienda Cosortile Trasporti Laziali (ACOTRAL) hervor und aus dieser 1993 das Consorzio Trasporti Pubblici Lazio (COTRAL). Im Jahr 2000 wurde das Konsortium von zwei Aktiengesellschaften abgelöst: LiLa (Linee Laziali) übernahm den Regionalbusverkehr, Metroferro die U- und Vorortbahnen. Im folgenden Jahr wurde LiLa in Compagnia Trasporti Laziali (COTRAL) umbenannt und Metroferro in Met.Ro. (Metropolitana di Roma S.p.A., seit 2010 ATAC).
2008 trennte COTRAL den Verkehrsbetrieb von der Infrastruktur mit der Gründung des Tochterunternehmens COTRAL Patrimonio S.p.A.